# Elena Hrenova
Elena Hrenova (en russe : Елена Хренова; 14 janvier 1950 - 22 novembre 2020) est une femme politique russo-moldave qui, de 2014 à 2019, est membre du Parlement de Moldavie représentant le Parti des socialistes de la république de Moldavie (PSRM). Elle est membre de la commission parlementaire de la protection sociale, de la santé et de la famille. Auparavant, entre 2011 et 2015, elle est conseillère au conseil municipal de Chisinau.

## Biographie
Lors des élections législatives moldaves de 2014, Elena Hrenova se présente au poste de député en 20e position sur la liste du PSRM, obtenant le mandat de député au Parlement moldave pour la 20e législature.
Jusqu'au 29 novembre 2012, elle est membre du Parti des communistes de la république de Moldavie, date à laquelle elle quitte les communistes et rejoint la faction du Parti des socialistes de la République de Moldavie au conseil municipal,. Elle démissionne de son poste de conseillère en janvier 2015, du fait de l'incompatibilité des postes.
Elena Hrenova est également l'organisatrice et la présidente de l'association publique "Equitate". 
Le 22 novembre 2020, elle est décédée de la COVID-19.